# Adriaan Köhnen
Petrus Adrianus Köhnen (Deurne (Nederland), 27 april 1864 - 15 februari 1896), roepnaam Adriaan, was een Nederlandse priester en pastoor in het Amerikaanse Lockport.

## Afkomst
Köhnen werd geboren op 27 april 1864 in Deurne als zoon van Theodorus Köhnen (1834-1881) en Elisabeth de Vos (1825-1885). Hij was het tweede kind van zijn ouders; een ouder zusje werd in 1863 dood geboren, en een jongere broer Johannes Antonius, roepnaam Antoon, zag het levenslicht in 1866. Adriaan werd op de dag van zijn geboorte gedoopt in de Sint-Willibrorduskerk aan de Markt.

## Missioneringsactiviteiten
In 1889 vertrok hij vanuit Antwerpen met de Tilburgse aartsbisschop van New Orleans, Francis Janssens (1843-1897), naar New Orleans in de Verenigde Staten als missionaris, als een van de 6 priesters die Janssens meenam. In 1891 bleek hij te wonen in het plaatsje Cut Off, Louisiana, op enkele tientallen kilometers ten zuidwesten van New Orleans.
Köhnen was pastoor van de kerk Our Lady of the Rosary in Lockport, Louisiana, van 1889 tot 1896. Adriaan Köhnen overleed op 15 februari 1896. Hij werd begraven vanuit de Saint-Louis-kathedraal in New Orleans.